# Doris Runge
Pour les articles homonymes, voir Runge.
Doris Runge, née Beckmann le 15 juillet 1943 à Carlow dans le Mecklembourg, est une femme de lettres allemande.

## Biographie
Doris Runge est la fille d'un industriel chassé de la zone est à la fin de la Seconde Guerre mondiale. La famille s'installe à Neukirchen dans le Schleswig-Holstein en 1953. Doris Runge est éduquée à Oldenburg et à Lubeck et poursuit ses études supérieures de lettres à Kiel et devient enseignante. Elle épouse le peintre Jürgen Runge (1929-1992) dont elle divorce en 1981. Le ménage vit partiellement à Ibiza dans les années 1970. Doris Runge s'installe à son retour en Allemagne dans la Weißen Haus (Maison Blanche) située à Cismar dans le Holstein, où elle anime des séminaires, des conférences et des lectures publiques.

## Récompenses et distinctions

### Prix
- 1985 : Prix Friedrich Hebel
- 1997 : Prix Friedrich Hölderlin
- 1998 : Prix artistique de l'État de Schleswig-Holstein
- 2007 : prix de littérature Ida Dehmel

### Distinctions universitaires
- 1998 : chaire Liliencron de poésie de l'université Christian Albrecht de Kiel
- 1999 : professeur de poésie de l'université Otto-Friedrich de Bamberg
- 2009 : professeur de l'État de Schleswig-Holstein

## Œuvres
- Kunst-Märchen, Berlin, 1977
- Liedschatten, Cismar, 1981
- Jagdlied, Stuttgart, 1985
- Der Vogel, der morgens singt, Cork, Irlande, 1985
- Kommt Zeit, Stuttgart, 1988
- Wintergrün, Stuttgart, 1991
- Grund genug, Stuttgart, 1995
- Welch ein Weib ! , Stuttgart, 1998
- Trittfeste Schatten, Stuttgart, 2000
- Du also, Munich, 2003
- Die Dreizehnte, Munich, 2007

## Crédit d'auteurs
- (de) Cet article est partiellement ou en totalité issu de l’article de Wikipédia en allemand intitulé « Doris Runge » (voir la liste des auteurs).